# Хименес, Сорайя
Сора́йя Химе́нес Мендиви́ль (исп. Soraya Jiménez Mendívil; 5 августа 1977, Мехико — 28 марта 2013, там же) — мексиканская тяжелоатлетка, чемпионка летних Олимпийских игр 2000 года в категории до 58 кг. Двукратная медалистка Панамериканских игр. Хименес является первой женщиной в истории Мексики, ставшей чемпионкой Олимпийских игр.

## Биография
Сорайя Хименес родилась в 1977 году в Мехико. С 11 лет она стала активно заниматься спортом. Первоначально она больше внимания уделяла баскетболу, но постепенно перешла к занятиям силовыми видами спорта и вскоре остановила свой выбор на тяжёлой атлетике. Дебют на крупнейших мировых соревнованиях для Хименес состоялся в 1997 году на чемпионате мира в Чиангмае. В категории до 58 кг Сорайя заняла 14 место. Первый крупным достижением в карьере мексиканской спортсменки стала бронза, завоёванная на Панамериканских играх 1999 года в канадском Виннипеге. В том же году Хименес стала восьмой на чемпионате мира в Афинах и получила право выступить на летних Олимпийских играх в Сиднее, в программе которых дебютировала женская тяжёлая атлетика.
Подготовка к Олимпиаде у Хименес была очень насыщенной. Под руководством болгарского специалиста Георгия Коева Сорайя проделала огромный объём работы. В качестве ориентира при подготовке, Хименес приводила в пример своего дядю Мануэля Мендивиля, который в 1980 году на Олимпийских играх в Москве стал бронзовым медалистом в конном спорте.
На летних Олимпийских играх 2000 года Хименес приняла участие в соревнованиях в категории до 58 кг. В рывке Сорайе удалось успешно выполнить все три зачётные попытки и с результатом 95,0 кг занять второе место, уступая после первого упражнения только северокорейской спортсменке Ли Сонхи. В толчке Хименес вновь удачно выполнила три попытки. В третьем подходе она смогла взять вес 127,5 кг, а Ли Сонхи подняла лишь 122,5 кг. В сумме за два упражнения Хименес набрала 222,5 кг и стала первой в истории Мексики женщиной олимпийской чемпионкой.
В 2003 году Хименес во второй раз взошла на пьедестал Панамериканских игр. На соревнованиях в Санто-Доминго мексиканка стала второй в категории до 58 кг, уступив только эквадорской спортсменке Марие Эскобар.
Несмотря на удачное выступление на Олимпийских и Панамериканских играх Хименес ни разу не удалось стать призёром чемпионатов мира. Пять раз она принимала в них участие, и лучшим результатом стало 8-е место, которое она завоевала в 1999 году в Афинах.
Умерла 28 марта 2013 года в Мехико от инфаркта миокарда.

## Личная жизнь
Отец — Хосе Луис Хименес, мать — Долорес Хименес. У Сорайи есть старший брат, а также сестра-близнец Магали. Дядя — бронзовый призёр летних Олимпийских игр 1980 года Мануэль Мендивиль.